# رستمان
رستمان (به کردی: ڕۆسەمان، Roseman) روستایی از توابع بخش زیویه در شهرستان سقز است که در استان کردستان ایران قرار دارد.

## جمعیت
این روستا در دهستان امام واقع شده و براساس سرشماری سال ۱۳۸۵، جمعیت آن ۲۰۱ نفر (۴۳ خانوار) بوده‌است.